# A Neverending Dream
«A Neveending Dream» aparece en el álbum de debut de Cascada en 2006, Everytime We Touch. Fue el quinto sencillo lanzado en Alemania en el año 2006 y cuarto sencillo en el Reino Unido. 
A pesar de una buena posición en el Top 15 en Irlanda, en el Reino Unido llegó al Nº46, en su primera semana de lanzamiento físico, una gran decepción teniendo en cuenta que todos los anteriores sencillos en el Reino Unido habían ido al Top 10.

## Video musical
El video de esta canción fue lanzada el 11 de mayo de 2007 en Fizz el canal de música y The Box. El video musical tiene una temática sobre la cultura de Oriente Medio, en la que la cantante Natalie Horler está bailando en ropa Oriental frente a escenarios como el desierto.

## Posicionamiento en listas
| Reino Unido  | UK Singles Charts        | 46 |
| Finlandia    | Finland Top 20           | 5  |
| Irlanda      | Irish Single Charts      | 15 |
| Países Bajos | Dutch Top 100            | 77 |
| Bélgica      | Ultratop                 | 10 |
| Australia    | Australian Single Charts | 80 |

- Datos: Q460059